# Henrik Strøbæk
Henrik Strøbæk (født 19. juni 1983) er en dansk fodboldmålmand. 